# Internationale Friedensfahrt 1991
Die 44. Internationale Friedensfahrt (Course de la paix) war ein Straßenradrennen, das vom 6. bis 14. Mai 1991 ausgetragen wurde.
Die 44. Auflage der Internationalen Friedensfahrt bestand aus 9 Einzeletappen und führte auf einer Gesamtlänge von 1261 km von Prag nach Warschau. Alleiniger Veranstalter war, im Gegensatz zu früheren Jahren, der tschechische Radsportverband. Mannschaftssieger war Polen. Der beste Bergfahrer und vielseitigste Fahrer war Wassili Dawidenkow aus der UdSSR.
Insgesamt waren 93 Fahrer aus 16 Nationen am Start.
Finnland stellte vier Fahrer, Jugoslawien fünf; die volle Mannschaftsstärke waren sechs Fahrer.
Teilnehmende Nationen waren:
| Polen Tschechosl. Sowjetunion Deutschland | Italien Niederlande Frankreich Bulgarien | Rumänien Dänemark Schweden Finnland | Marokko Jugoslawien Kanada Kolumbien |

## Details
| Ergebnis | Ergebnis             | Ergebnis      | Ergebnis         | Ergebnis |
| -------- | -------------------- | ------------- | ---------------- | -------- |
| Erster   | Wiktor Rschaksynskyj | ø 40,4 km/std | UdSSR            |          |
| Zweiter  | Dariusz Baranowski   |               | Polen            |          |
| Dritter  | Miroslav Lipták      |               | Tschechoslowakei |          |

| Etappe     | Start – Ziel                                                  | Etappensieger                                                                      | Etappen- länge   | Fahrzeit |
| ---------- | ------------------------------------------------------------- | ---------------------------------------------------------------------------------- | ---------------- | -------- |
| Eröffnung  | 000Prag a. Ausscheidungsrennen b. Punktefahren c. Temporunden | ttt Frank Augustin Deutschland Enrico Pezzetti Italien Christian Andersen Dänemark | 0 20 km 018 km 0 |          |
| 01. Etappe | Prag – Hradec Králové                                         | Jacek Mickiewicz Polen                                                             | 158 km           | 3:33:39  |
| 02. Etappe | Rund um Hradec Králové                                        | Simone Biasci Italien                                                              | 165 km           | 4:06:33  |
| 03. Etappe | Rund um Hradec Králové                                        | Wassili Dawidenkow Sowjetunion                                                     | 150 km           | 3:41:38  |
| 04. Etappe | Hradec Králové – Polanica-Zdrój                               | Wassili Dawidenkow Sowjetunion                                                     | 140 km           | 3:38:03  |
| 05. Etappe | Polanica-Zdrój – Zieleniec                                    | Dariusz Baranowski Polen                                                           | 022 km           | 2:39:58  |
| 06. Etappe | Rund um Polanica-Zdrój                                        | Oskar Ferrero Italien                                                              | 091 km           | 2:11:55  |
| 07. Etappe | Polanica-Zdrój – Kłodzko                                      | Bert Dietz Deutschland                                                             | 151 km           | 3:58:20  |
| 08. Etappe | Kłodzko – Częstochowa                                         | Thierry Bricaud Frankreich                                                         | 198 km           | 5:15:29  |
| 09. Etappe | Bełchatów – Warschau                                          | Biagio Conte Italien                                                               | 186 km           | 4:59:35  |